# Stictochironomus marmoreus
Stictochironomus marmoreus är en tvåvingeart som först beskrevs av Henry Keith Townes, Jr. 1945.  Stictochironomus marmoreus ingår i släktet Stictochironomus och familjen fjädermyggor. Inga underarter finns listade i Catalogue of Life.